# اوتو اشتیک
اوتو اشتیک (انگلیسی: Otto Stich؛ زاده ۱۰ ژانویهٔ ۱۹۲۷ – درگذشته ۱۳ سپتامبر ۲۰۱۲) سیاستمدار و اقتصاددان اهل سوئیس بود. وی دو بار در سال‌های ۱۹۸۸ و ۱۹۹۴ رئیس‌جمهور سوئیس بود.
اوتو اشتیک در ۱۳ سپتامبر ۲۰۱۲، بعد از یک دوره طولانی بیماری در سن ۸۵ سالگی درگذشت.